# Dossiês Secretos
Os Dossiers Secrets d'Henri Lobineau ("Dossiês Secretos de Henri Lobineau", em português) é um documento de 27 páginas que foi depositado na Biblioteca Nacional da França em 27 de Abril de 1967. O documento representa parte da história do Priorado de Sião como fabricado por Pierre Plantard e Philippe Chérisey - e 13 das suas 27 páginas são tomadas de outro documento do mesmo gênero datado de 1964: Généalogie des Rois Mérovingiens et Origine des diverses Familles Françaises et Etrangères de Souche Mérovingienne d’Après L’Abbé Pichon, le Docteur Hervé et les Parchemins de l’Abbé Saunière de Rennes-le-Château (Aude), contendo genealogias de Pierre Plantard para tentar demonstrar que ele era descendente do rei merovíngio Dagoberto II . 
Além das 13 páginas, os Dossiers Secrets d'Henri Lobineau compreendem o seguinte material: 
- Uma introdução ao documento de um Edmond Albe;
- Mapas da França e uma genealogia merovíngia de um livro acadêmico indeterminado;
- Recortes de jornais relativos à liberdade de Occitânia;
- Uma carta falsa atribuída a Noel Corbu relacionadas com Emile Hoffet;
- Uma carta espúria de Marius Fatin da Liga Internacional de Livreiros Antiquários -
- Uma lista dos Grão-Mestres do Priorado de Sião;
- Uma página do jornal Regnabit, que pode realmente ser uma colcha de retalhos de pontos do livro de Paul Le Cour de 1937, The Age of Aquarius;
- Um obituário do padre M. L'Abbé Geraud de Cayron

Entre esses Dossiês, um manuscrito datado de 1956 afirma a existência de uma sociedade secreta, o Priorado de Sião, e conta sua história desde a sua fundação em 1099, por Godofredo de Bouillon. Também está incluída uma lista de grandes mestres que sucederam o cabeça da organização, desde o século XII, entre eles Leonardo da Vinci, Isaac Newton, Victor Hugo, Claude Debussy, Jean Cocteau. 
Paralelamente estas genealogias falsas com o objetivo do Priorado de Sião realmente confirmam as ambições de Plantard. Na verdade, pode-se deduzir que, quando se sugere que a missão do Priorado seja restaurar a dinastia merovíngia na França, baseado na mitologia de Rennes-le-Château, isso implica que seu sucessor não é outro senão a si mesmo.
Os documentos foram utilizados como fonte de material de Henry Lincoln (que não sabia que eles eram falsos) para uma série de documentários da BBC Two em 1970. Então, em 1982, Lincoln e dois co-autores, Richard Leigh e Michael Baigent, voltam a usar como material de origem para o best-seller de pseudo-história, o livro de 1982, O Santo Graal e a Linhagem Sagrada, que por sua vez foi utilizado como fonte de material para o best-seller de Dan Brown de 2003, O Código Da Vinci. 

## Ver Também
- Priorado de Sião
- Pierre Plantard
- Philippe de Chérisey
- Bérenger Saunière
- Rennes-le-Château

### Ligações Externas
- Les Dossiers Secrets du Prieuré de Sion: Anatomia e dissecação de um mito (em francês).